# توسیتا

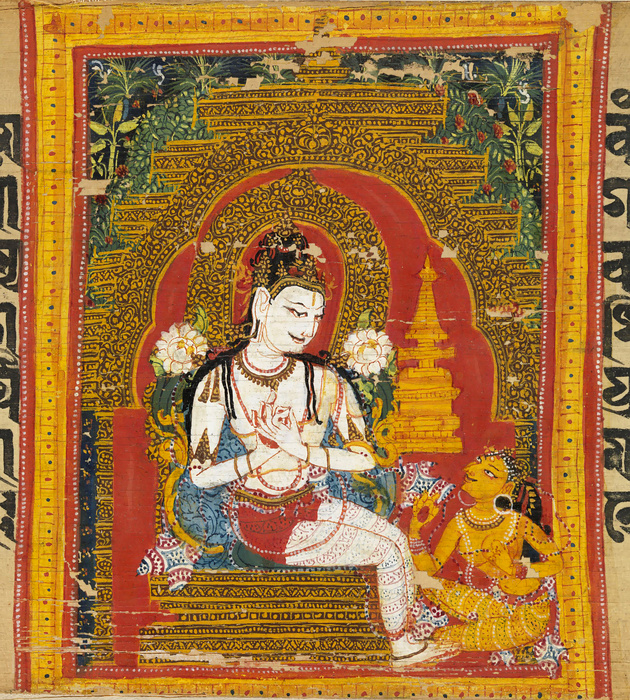
مایتریا بوداسف در توسیتا. نسخه خطی برگ خرما. نالاندا، بیهار، هند

توسیتا (انگلیسی: Tushita) (به معنای «راضی» یا «شاد») چهارمین قلمرو از شش دیوا یا قلمرو آسمانی کامادهاتو در آیین بودایی است. در کیهان‌شناسی بودایی بین قلمرو «یاما دوا» و قلمرو «نیرماراتی دوا» قرار دارد.